# Spartan South Midlands Football League
The Spartan South Midlands Football League är en engelsk fotbollsliga, den täcker norra London och delar av Home Counties.
Den har tre divisioner och toppdivisionen heter Spartan South Midlands Football League Premier Division och ligger på nivå 9 i det engelska ligasystemet. Den är en matarliga till Isthmian League.

## Historia
Den grundades 1997 genom en sammanslagning av London Spartan League och South Midlands League. Den kallas också the Minerva Footballs Spartan South Midlands Football League efter sin sponsor.

## Ligavinnare sedan 2001
| Säsong  | Premier                | Division One        | Division Two         |
| ------- | ---------------------- | ------------------- | -------------------- |
| 2001-02 | London Colney          | Greenacres          | Mursley United       |
| 2002-03 | Dunstable Town         | Pitstone & Ivinghoe | Buckingham Athletic  |
| 2003-04 | Beaconsfield S Y C O B | Haywood United      | Old Dunstablians     |
| 2004-05 | Potters Bar Town       | Oxhey Jets          | Crawley Green Sports |
| 2005-06 | Oxford City            | Colney Heath        | Aston Clinton        |
| 2006-07 | Edgware Town           | Brimsdown Rovers    | Dunstable            |
| 2007-08 | Beaconsfield S Y C O B | Kentish Town        | Kings Langley        |
| 2008-09 | Biggleswade Town       | Royston Town        | The 61 FC (Luton)    |
| 2009-10 | Aylesbury              | Holmer Green        | Berkhamsted          |
| 2010–11 | Chalfont St Peter      | Berkhamsted         | Padbury United       |
| 2011–12 | Royston Town           | London Colney       | Aston Clinton        |
| 2012–13 | Dunstable Town         | London Lions        | Kent Athletic        |
| 2013–14 | Hanwell Town           | Sun Postal Sports   | Hale Leys United     |
| 2014–15 | Kings Langley          | Welwyn Garden City  | Hale Leys United     |
| 2015–16 | AFC Dunstable          | Edgware Town        | Kent Athletic        |
| 2016–17 | London Colney          | Biggleswade         | Thame Rangers        |
| 2017–18 | Welwyn Garden City     | Southall            | Park View            |
| 2018-19 | Biggleswade            | Harefield United    | Bovingdon            |